# Чипас, Андрей
Андрей Чипас (макед. Андреја Чипов, греч. Ανδρέας Τσίπας — Андреас Ципас, 1904—1956) — греческий революционер и активный деятель национально-освободительного движения в стране, временный генеральный секретарь Коммунистической партии Греции в июле — сентябре 1941. По национальности — славомакедонец.

## Биография
Андрей Чипас родился в южномакедонской деревне Пателе (теперь Айос-Панделеимон, Греция). Включился в греческое коммунистическое движение в межвоенный период. В 1933 году Чипов определён лидером прокоммунистического ВМРО (объединённой) в греческой части Македонии. В 1935 году на VІ конгрессе КПГ избран членом её ЦК, ответственным за работу среди «славяномакедонского» населения. Принял участие в работе VІІ конгресса Коминтерна в Москве. На последних предвоенных выборах в Греции 31 января 1936 года был кандидатом КПГ.
С 1936 по 1941 Чипов вместе с другими ведущими руководителями КПГ находился в тюрьме Акронафплия. После оккупации Греции Андрей Чипов 30 июня 1941 года вместе с Атанасом Пейковым, Лазаром Дамовым и ещё 24 коммунистическими заключенными был освобожден германской властью по ходатайству болгарской легации в Афинах.
Учитывая то, что в своём большинстве организации компартии были разгромлены режимом Метаксаса ещё до начала войны, находившийся в заключении в Акронафплии член Политбюро партии Яннис Иоаннидис решил, что болгарское предложение, независимо от целей преследуемых болгарами, даёт возможность освобождения небольшого числа коммунистов, вне зависимости от того, были ли они в действительности славяноязычными или нет.
Иоаннидис счёл, что освобождение даже небольшого числа заключённых коммунистов позволит воссоздать ряд подпольных партийных организаций.
В результате были освобождены 27 греческих коммунистов, происходивших из Македонии и Фракии. Большинство из них не только не владели болгарским языком, но с трудом повторяли заученные ими в тюрьме болгарские слова.

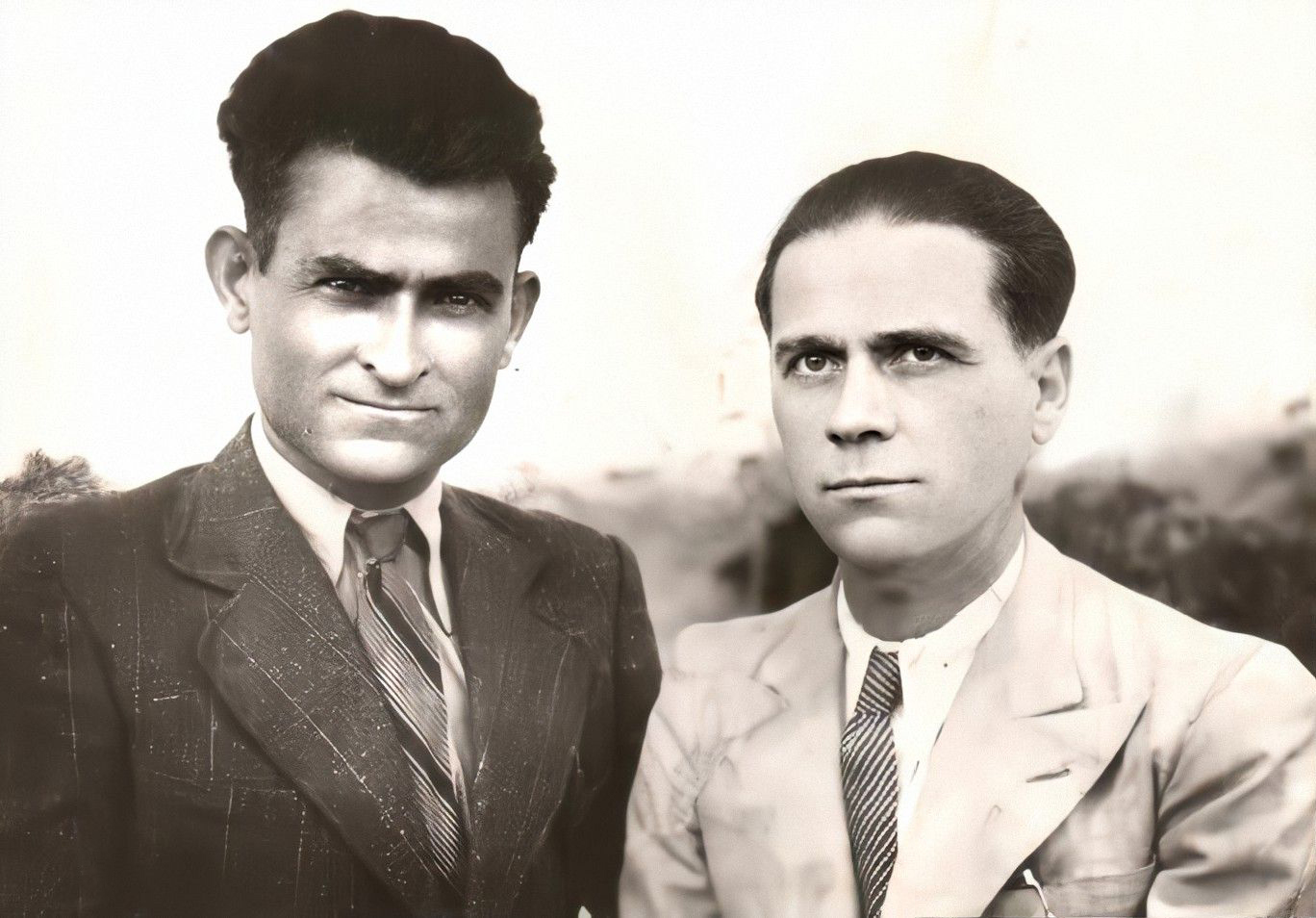
Греческо-македонские коммунистыЗисиадис (Терповски) и Чипас

Независимо от того, что все освобождённые заявили о своём болгарском происхождении, акция освобождения этих 27 коммунистов обернулась фиаско для немецких и болгарских оккупационных властей, поскольку все они вступили в организации Сопротивления, сражаясь как против немцев, так и против болгар, и 5 из 27 в дальнейшем были арестованы и расстреляны оккупантами.
После освобождения Чипов принял участие в восстановлении разгромленной КПГ. Вместе с Андреем Дзимасом, Костасом Лазаридисом, которые тоже были выпущены из Акронафплии, Петром Руссосом, Панделисом Каранкицисом и Хрисой Хадзивасилиу вошёл в новый ЦК КПГ. Это произошло в Афинах в начале июля 1941 года на собрании, которое впоследствии было провозглашено VІ пленумом КПГ. Чипов был определён временным генеральным секретарем КПГ, поскольку генсек КПГ Никос Захариадис был сослан немцами в Дахау. Этот центральный комитет был признан старым ЦК и местными партийными руководителями, но в сентябре 1941 года VІІ пленум ЦК КПГ освободил Чипова от функции генсека.
В декабре 1941 года Андреас Ципас был заменён Йоргмсом Сиантосом, незадолго до этого бежавшим во время этапирования из тюрем Корфу. Вскоре Ципас был отстранён от всех ответственных руководящих должностей, поскольку, несмотря на свой высокий идейно-политический уровень, нарушал основные правила конспирации и пристрастился к алкоголю. 

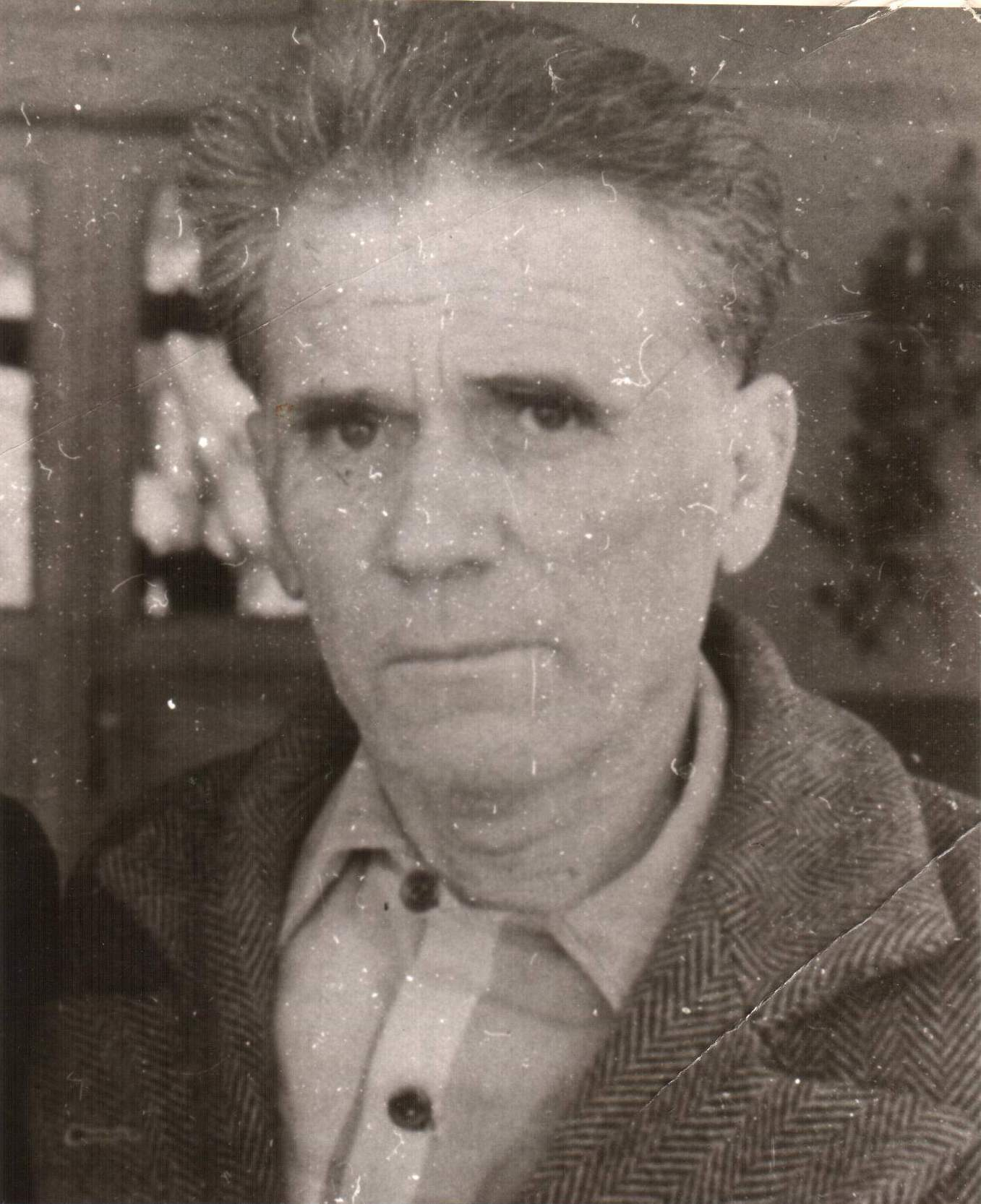
Чипас незадолго до смерти

Андрей Чипас во время Второй мировой войны долгое время пребывал в Болгарии, а после 1945 года — в Вардарской Македонии, где был в немилости у югославских властей.